# Gdańska tabulatura lutniowa
Gdańska tabulatura lutniowa – zbiór utworów muzycznych z pierwszej połowy XVII wieku, opracowanych na lutnię solo, należący do dawnej Biblioteki Miejskiej w Gdańsku (opatrzony sygnaturą Ms. 4022), obecnie przechowywany w Staatsbibliothek w Berlinie. Powstał w środowisku niemiecko-polskim – oprócz utworów niemieckich znajdują się w tabulaturze liczne kompozycje polskie, w tym 41 tańców polskich, oznaczonych jako Balletto Polacco.